# Marko Pipunić
Marko Pipunić (Donji Kladari kod Modriče, BiH, 23. listopada 1961.) hrvatski je poduzetnik i osnivač „Žito grupe”, koja predstavlja jednu od vodećih poljoprivredno-prehrambenih korporacija u Hrvatskoj. Danas je vlasnik većine bivšeg „Industrijsko-poljoprivrednog kombinata Osijek” te brojnih drugih značajnih poljoprivrednih i prehrambenih poduzeća u regiji.

## Obrazovanje i početci karijere
Nakon rođenja u Bosanskoj Posavini, Pipunić je završio Poljoprivredni fakultet u Osijeku. Po završetku studija vratio se u rodni kraj gdje je živio i radio do 1990. godine. Te godine dolazi u Osijek i bavio se trgovinom stočnom hranom i sjemenskim kulturama.

## Razvoj poslovanja
Pipunić je 1992. godine osnovao „Žito” kao tvrtku koja se bavila trgovinom ratarskim kulturama i repromaterijalom za ratarsku proizvodnju. Kompanija je počela s minimalnim resursima - samo dva zaposlenika, početnim kapitalom od 50 tisuća eura i godišnjim prihodom od približno pola milijuna eura. Danas tvrtka zapošljava oko 1.500 ljudi i ima 25-godišnju tradiciju uspješnog poslovanja.
Strategija rasta temeljila se na pažljivom širenju kroz otkup propalih poduzeća i silosa. Pipunić je razvio specifičan pristup akvizicijama - kada su vlasnici pojedinih dijelova IPK-a upadali u financijske poteškoće, davao im je pozajmice za plaće i tekuće poslovanje. Kada nisu mogli vratiti dug, ulazio je u njihovu vlasničku strukturu.
Pipunić je postupno stekao vlasništvo nad gotovo cijelim bivšim „Industrijsko-poljoprivrednim kombinatom Osijek”, „PPK Valpovo”, „PPK Orahovica”, sedam velikih silosa i mlinova, te osječkom šećeranom. Godine 2013. postao je vlasnik „Tvornice ulja Čepin”. Također je preuzeo „IPK Croatia” u stečaju s velikim silosnim kapacitetima i transformirao je u uspješnu „Tvornicu stočne hrane”.
Među uspješnim akvizicijama je i „Đakovština”, koju je kupio nakon što je završila u stečaju i transformirao je u profitabilnu tvrtku. U partnerstvu s poduzetnikom Stipom Matićem, vlasnikom kompanije „M-san”, stekao je vlasništvo nad „PPK Valpovo”. Pipunić također posjeduje kompaniju „PP Ratkovo” u Vojvodini.

### Proizvodni kapaciteti
Pipunićeva tvrtka kontrolira ratarsku proizvodnju na 22.000 hektara u Slavoniji, što ga čini jednim od najvećih proizvođača u tom sektoru. Postao je najveći proizvođač svinja u Hrvatskoj, a u Vuki je izgradio novi proizvodni pogon koji godišnje proizvede 70 milijuna jaja. 
Posebno se ističe bivši „IPK Ratarstvo-stočarstvo”, koji se danas naziva „Novi agrar” i godišnje proizvodi 16 milijuna litara mlijeka. U posljednje vrijeme proširio je djelatnost na proizvodnju električne energije iz bioplinskih postrojenja. Ukupno u tvrtkama pod njegovim vodstvom, uključujući one u Vojvodini, zaposleno je oko 2.500 ljudi.

## Međunarodna priznanja
Pipunić je 2016. godine osvojio prestižnu međunarodnu nagradu „EY Poduzetnik godine”, što mu je omogućilo sudjelovanje u konkurenciji za svjetskog EY Poduzetnika godine u Monacu. Časopis „Forbes” ga je uvrstio među deset najbogatijih osoba u Hrvatskoj, procjenjujući vrijednost njegovog poslovnog carstva na nekoliko stotina milijuna eura.

## Društveni angažman
Pipunić aktivno podupire sportske, kulturne i obrazovne inicijative. Uz značajnu potporu „Žito grupe”, u Osijeku je izgrađen najmoderniji gimnastički centar u regiji („Sokol centar”) te je unaprijeđen razvoj „Gimnastičkog društva Osijek – Žito”. Glavni je sponzor osječkih klubova u atletici, gimnastici i plivanju.
U Osijeku je otvorio Centar za rehabilitaciju nazvan „E Rejuvenation”, koji dnevno može pružiti usluge oko 300 osoba.

## Privatni život
Pipunić je oženjen suprugom Marijanom s kojom ima troje djece. 
Na proslavi 25. rođendana „Žita” organizirao je proslavu na koju je pozvao tada premijera Zorana Milanovića i naručio scensku predstavu o vlastitom životu i odrastanju.
Član je udruge Prsten koja okuplja poduzetnike iz Bosanske Posavine, uključujući Pavu Zubaka, Tomislava Antunovića, Stipu Matića i druge. Bio je predsjednik te udruge od 2010. do 2012. godine. Članovi udruge surađuju na poslovnim projektima i zajedničkim inicijativama za pomoć Hrvatima u BiH.